# 永胜镇 (大竹县)
永胜乡，是中华人民共和国四川省达州市大竹县下辖的一个乡镇级行政单位。

## 行政区划
永胜乡下辖以下地区：
街道社区、清溪村、荷花村、麻柳村、镜子村、黄安村、水口村、人民村、茨竹村和光明村。